# Most Bridgewater
Most Bridgewater – most podnoszony, przecinający rzekę Derwent, położony w Hobart. Most stanowi główne połączenie między  autostradami Midland i Brooker. Przez most przebiegają dwa pasy ruchu. 

## Historia
Bridgewater był jednym z pierwszych mostów zbudowanych na Tasmanii. Budowa mostu rozpoczęła się w 1829, podczas której pracowało 200 więźniów. Początkowo był to most typu obrotowego. Budowa obecnego mostu rozpoczęła się w 1939, a ukończenie robót nastąpiło tuż po II wojnie światowej w 1946. Od 2001 roku rząd federalny zadeklarował 100 mln dolarów na rzecz budowy nowego mostu Brighton Bypass, który ma zostać zbudowany na południe od obecnego mostu.

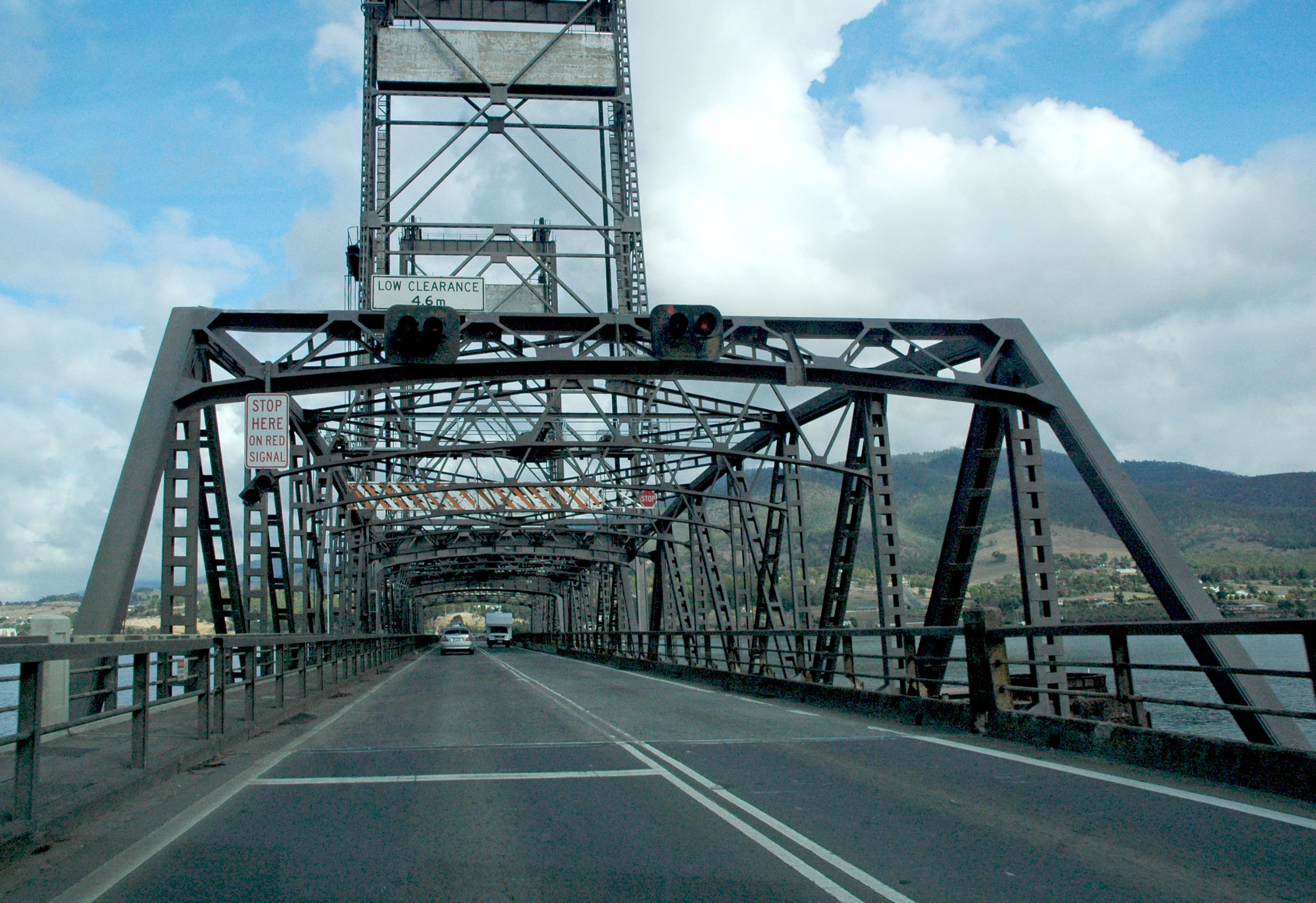
Wjazd na most od strony wschodniej.